# برنار كومباي
مارسيل برنار كومباي (بالفرنسية: Bernard Marcel Combet)‏ هو سباح فرنسي ولد 21 سبتمبر 1953 في مونبلييه متخصصا في سباحة الصدر.
وهو عضو في فريق فرنسا في دورة الألعاب الاولمبية الصيفية عام 1972 في ميونيخ، يشاركون في سباق 100 متر سباحة صدر. ثم اقصي في سلسلة التصفيات. كما فاز بالميدالية الفضية في سباق 100 متر سباحة صدر في دورة ألعاب البحر المتوسط عام 1975 في الجزائر.
وكان بطل فرنسا في سباحة الحوض السباحة 50 متر وفي 100 متر سباحة صدر في فصل الشتاء عام 1971 في عام 1973، 1974، 1975 (الشتاء والصيف لمدة ثلاث سنوات)، في شتاء 1976 وصيف 1977 وهو أيضا بطل فرنسا في الصدر 200 متر في فصل الشتاء عام 1971، في عام 1973 و1974 (الشتاء والصيف)، في صيف عام 1975 والشتاء لعام 1976 و 4 × 100 متر متنوع في 4 فصول الصيف لعام 1969 ، 1970، 1971، 1972، 1973، 1974، 1975 و1976.

هو خريج في دائرة السباحين على مستوى الأندية، بمرسيليا.

## روابط خارجية
- برنار كومباي على موقع الاتحاد الدولي للسباحة (الإنجليزية)
- برنار كومباي على موقع اللجنة الأولمبية الدولية (الإنجليزية)
- برنار كومباي على موقع أوليمبيديا (الإنجليزية)